# 1時です 日曜の1
『1時です 日曜の1』（いちじです にちようのいち）は、青森放送ラジオが月に1回のペースで放送していたバラエティ番組である。
番組終了時の放送時間は毎月第1日曜 13:00 - 14:00 （日本標準時）。当初は毎月第1日曜 16:00 - 17:00 に放送されていたため、その当時は『4時です 日曜の1 〜ジョイフルシティみなみ東バイパスからこんにちは〜』というタイトルだった。

## 概要
青森県青森市にあったショッピングセンター・ジョイフルシティみなみ東バイパス店（現在はユニバース ラ・セラ青森東バイパスショッピングセンター）から放送していた。
1990年代後半の数年間は青森県十和田市にジョイフルシティ十和田亀屋（後に閉鎖され、現在はバスターミナル「十和田市まちなか交通広場」）があり、そこでも青森市と同じ日に同じゲストを呼んでの公開生放送『日曜の1 〜ジョイフル十和田からこんにちは〜』が行われていたので、十和田では12時台に、青森では16時台に生放送していた時期もあった。
どちらの放送も、両店舗で毎月第1日曜日に実施していた『日曜の1』の企画として実施していたものである。
番組は毎回著名な歌のゲストを1組招き、そのゲストにまつわるクイズを出題していた。
にしきのあきら（現・錦野旦）が出演したときは当時バラエティ番組でブレイクした頃だったので、大変な盛り上がりだった。
2000年、ジョイフルシティみなみが西地区にもう1店舗出来ると（現在のガーラタウン）そこからの放送も実施され、当時当番組を内包していた『良平のラジオにおいでよ!!』にゲスト出演することもあった。
2001年、堀内孝雄がゲストに来たのを最後に、リニューアルするという名目で終了した。
しかしその後の2001年10月にジョイフルシティみなみの親会社亀屋みなみチェーンが破綻・解散したため、店舗も閉鎖されて（現在は別会社がそれぞれ運営）復活は幻に終わっている。以降、2007年夏にパサージュ広場内に青森放送のスタジオが開設されるまで、RABラジオのレギュラー番組での公開放送（『あおもりTODAY』などを除く）はなかった。

## 司会進行
- 初期 大竹辰也、川村美緒子
- 中期 大竹辰也、田村啓美
- 後期 夏目浩光、小林あずさ

## 主なゲスト
- 山本リンダ
- 湯原昌幸
- 石川ひとみ
- にしきのあきら（現・錦野旦）
- あおい輝彦
- 浅香唯
- おぼん・こぼん（唯一のお笑いゲスト）
- 堀内孝雄